# پسران اژدها
پسران اژدها (انگلیسی: The Sons of the Dragon) رمان کوتاهی نوشته جرج آر. آر. مارتین است که در سرزمین خیالی وستروس در مجموعه رمان ترانه یخ و آتش مارتین اتفاق می‌افتد. داستان حدود ۲۷۰ سال قبل از شروع بازی تاج و تخت (۱۹۹۶) شروع می‌شود. این رمان مرگ اگون یکم معروف به «اگون جهانگشا» و دو پسرش اینیس یکم، جانشین تاج‌وتخت و میگور یکم «ستمگر» را به عنوان جانشینان پدر و درگیری‌های پیش‌آمده میان آن دو به تصویر می‌کشد. داستان با مرگ میگور به پایان می‌رسد و زمینه را برای دنباله آن معرفی می‌کند که در مورد زندگی جانشین و برادرزاده او جهریس یکم «آشتی‌دهنده» است که ۵۵ سال به عنوان پادشاه هفت پادشاهی سلطنت کرد.

## قالب
مارتین مانند «تاریخ‌های وستروسی» قبلی‌اش، از جمله جهان یخ و آتش، شاهزاده سرکش و پرنسس و ملکه، پسران اژدها را از دیدگاه یک محقق خیالی وستروسی نوشته که در آنجا از او به عنوان «استاد» یاد می‌شود. برخلاف آثار قبلی که به استاد یاندل و استاد گیلدن نسبت داده می‌شوند، استاد پسران اژدها در طول داستان ناشناس باقی می‌ماند. در پایان این رمان، استاد ناشناس خاطرنشان می‌کند که ادامه تاریخ از خاندان تارگارین، در مورد زندگی جهریس یکم، «وظیفه‌ای برای استاد دیگری» خواهد بود.